# Miss Brésil 1954
Miss Brésil 1954, 1re élection de Miss Brésil, s'est déroulée le 26 juin 1954 au Palais Quitandinha de Petrópolis. Le concours visait à élire une représentante à défendre leur pays internationalement au concours Miss Univers. La gagnante, Martha Rocha, a été élue en tant que première titulaire du titre de Miss Brésil de l'histoire.

## Classement final
| Titre                                               | Candidates                             |
| --------------------------------------------------- | -------------------------------------- |
| Miss Brésil 1954 - 1re dauphine à Miss Univers 1954 | - Bahia - Martha Rocha                 |
| 1re dauphine                                        | - Rio de Janeiro - Zaída Saldanha      |
| 2e dauphine                                         | - Rio Grande do Sul - Lygia Carotenuto |

## Candidates
| État              | Nom                  | Domicile              |
| ----------------- | -------------------- | --------------------- |
| Bahia             | Martha Rocha         | Bahia                 |
| Guanabara         | Patrícia Lacerda     | Rio de Janeiro        |
| Goiás             | Dorama Cury Nasser   | Rio Verde             |
| Rio de Janeiro    | Zaída Costa Saldanha | Campos dos Goytacazes |
| Rio Grande do Sul | Lygia Carotenuto     | Porto Alegre          |
| São Paulo         | Baby Lomani          | São Paulo             |

## Déroulement de la cérémonie

### Jury
| Membre | Membre                   | Notes                                   |
| ------ | ------------------------ | --------------------------------------- |
|        | Manuel Bandeira          | Poète.                                  |
|        | Tomás Santa Rosa (pt)    | Peintre.                                |
|        | Armando Fontes           | Romancier.                              |
|        | Pompeu de Souza          | Journaliste et homme politique.         |
|        | Helena Silveira          | Journaliste, chroniqueuse et écrivaine. |
|        | Fernando Sabino          | Chroniqueur, journaliste et écrivain.   |
|        | Paulo Mendes Campos (en) | Chroniqueur, poète et journaliste.      |

## Observations